# Ferdinand von Bredow
Ferdinand von Bredow (ur. 16 maja 1884 w Neuruppin, zm. 30 czerwca 1934 w Berlinie) – gen. bryg. (niem. Generalmajor), szef niemieckiego wywiadu wojskowego (Abwehry) w latach 1930–1932.
Służył w Abwehrze od czasu jej utworzenia w 1921. Zreorganizował ją, werbując agentów wśród niemieckich przemytników broni. Kiedy Ministerstwo Obrony przejął Kurt von Schleicher (po Wilhelmie Groenerze), uczynił bliskiego mu von Bredowa jednym ze swoich głównych doradców. Na stanowisku szefa Abwehry zastąpił go w 1932 oficer Marynarki Wojennej, kontradmirał Conrad Patzig. Von Bredow objął stanowisko wiceministra Reichswehry w rządzie Kurta von Schleichera i faktycznie kierował ministerstwem. Został zamordowany podczas tzw. nocy długich noży.